# 26939 Jiachengli
26939 Jiachengli è un asteroide della fascia principale. Scoperto nel 1997, presenta un'orbita caratterizzata da un semiasse maggiore pari a 2,3792893 UA e da un'eccentricità di 0,0570242, inclinata di 5,72555° rispetto all'eclittica.